# Хаскель, Амир
Амир Абрахам Хаскель (иврит: אמיר השכל; родился 9 августа 1953 года) — бригадный генерал Армии обороны Израиля, летчик ВВС в резерве и исследователь Холокоста. Хаскель — одна из видных фигур в продолжающейся волне протестов против Биньямина Нетаньяху.

## Биография
Хаскель родился в Иерусалиме в семье, эмигрантов из Польши. Семьи обоих его родителей эмигрировали в Подмандатную Палестину перед Второй мировой войной. Когда он был маленьким, его семья переехала в Тель-Авив, где Хаскель учился в начальной школе Эльхаризи, а затем в средней школе Геула. Хаскель был членом Авиационного клуба, а позже пошел по стопам своего двоюродного брата-пилота и добровольно пошел на обучение пилотов. Хаскель начал свою службу на вертолетных курсах ВВС, а затем перешел на разведку и подготовку в качестве пилота. Во время его обучения началась война Судного дня, при которой Хаскель помогал с маркировкой, расспросами и подготовкой к битве. Хаскель служил пилотом «Геркулеса» в 131-й эскадрилье и участвовал в операции «Соломон» по переброске эфиопских евреев Бета-Израиля из Судана в Израиль.Во время своей службы Хаскель командовал эскадрильей «Соколиный глаз», 103-й эскадрильей в 1992—1994 годах, авиабазой Сде Дов в 1995—1997 годах и авиабазой 27, тяжелой транспортной базой ВВС, в 1997—1999 годах. В 1999—2002 годах Хаскель командовал отделом кадров.

## ИзучениеХолокоста
В то время как Хаскель был командиром отдела кадров, он вместе с главным командующим образованием ЦАХАЛА Элазаром Штерном инициировал программу «Эдим Б’Мадим» (Свидетели в форме) — Делегацию ЦАХАЛА в Польшу и возглавил первую делегацию офицеров ЦАХАЛА в 2001 году. Его первая поездка в Польшу длилась пять дней и стала значимым событием в его жизни. Он хотел глубже изучить Холокост, с вопросом о том, почему так случилось, что в цивилизованной Германии в середине 20-го века произошло такое событие, как Холокост. После ухода из Армии обороны Израиля Хаскель прошел курс подготовки гидов в Польше в Яд Ва-Шем и посвятил свое время изучению Холокоста. Первые две делегации, которые он проинструктировал, были молодежными делегациями, во время которых он чувствовал, по его словам, что подростки не готовы к такому путешествию, некоторые «не соединяются», а другие переживают его слишком сильно. В декабре 2004 года директор школы по изучению Холокоста в Яд Ва-шем Моти Шалем пригласил Хаскеля руководить делегациями ИДФ. Хаскель посетил Польшу около семидесяти раз, в основном с делегациями ЦАХАЛА. Хаскель опубликовал три книги о Холокосте, среди которых была книга о немецких праведниках среди народов, а также книга о евреях, восставших против нацистов.

## Протесты против премьер-министра
В октябре 2016 года Хаскель начал протестовать против премьер-министра Биньямина Нетаньяху, утверждая, что он ведет к созданию двухнационального государства, не способствует миру и безопасности, «разрывает израильское общество на части» и подрывает израильскую демократию, используя «антидемократическое законодательство и нападая на прессу и привратников». Будучи одним из первых в «Индивидуальных протестах», Хаскель протестовал в течение четырех лет самостоятельно и с горсткой других на различных перекрестках, главным образом на въезде в свой родной город Явне.
{{нет АИ 2|11 июня 2020 года Хаскель присоединился к Ори Нахману, который в течение нескольких дней протестовал возле резиденции премьер-министра в Иерусалиме, и, вдохновленный протестами Джорджа Флойда, инициировал «Субботние протесты в Бальфуре». К Хаскелю присоединились члены «Индивидуального протеста». 26 июня 2020 года полиция пришла разогнать протест на улице Бальфура с несколькими десятками протестующих и арестовала Хаскеля, который выступал с речью, утверждая, что протестующие перекрывают дорогу. Хаскель был арестован вместе с двумя другими. Им предложили выйти на свободу в обмен на обещание, что они никогда не вернутся на улицу Бальфура, но они отказались. На следующий день после ареста Хаскеля сотни людей двинулись к русскому лагерю, где Хаскель и другие были задержаны. На улице Бальфура число протестующих достигло тысячи. В следующее воскресенье утром Хаскель был освобожден судьей без предварительных условий. В последующие дни число протестующих продолжало расти, и 14 июля состоялась многотысячная акция протеста, в которой впервые приняли участие молодежные протестные движения. Именно это событие вызвало нынешнюю волну протестов против 
What Can Really Be Seen in Video of Amir Haskel's Arrest. Globes (иврит). 30 июня 2020. Дата обращения: 5 декабря 2020.

## Личная жизнь
Хаскель живет в Явне, женат на Алисе, которая работает учителем, у них четверо детей. Хаскель получил степень магистра политических наук в Хайфском университете, а также учился в Военно-воздушной академии США.

## Книги
- Хаскель, Амир (20 января 2014 года). «Смотритель 11-го блока» (в мягкой обложке).
- Гиборим Регилим (Регулярные герои): О немецких праведниках среди народов — (2014)
- Al Zicharon V’Shichacha: HaMikre Shel Zorin, Bielski V’Anilevish (О памяти и забвении: Дело Зорина, Бельского и Анилевича) — (2016)